# Entoria taihokuensis
Entoria taihokuensis är en insektsart som beskrevs av Tokuichi Shiraki 1935. Entoria taihokuensis ingår i släktet Entoria och familjen Phasmatidae. Inga underarter finns listade i Catalogue of Life.